# Oh Na-ra
Oh Na-ra (en hangul, 오나라; 26 de octubre de 1977) es una actriz surcoreana de cine y televisión.

## Carrera
El 5 de enero de 2022, se anunció que se había unido a la agencia Management AM9. Después de que su contrato con la agencia Hooxi Creative finalizara. Previam ente fue miembro de la agencia "Popeye Entairtenment", hasta finales del 2019 después de que la agencia cerrara.
Es conocida por sus papeles de apoyo en Yong-pal, Hyde, Jekyll, Me, Flowers of the Prison y Man to Man.
El 4 de diciembre del 2019 se unió al elenco principal de la serie Woman of 9.9 Billion (también conocida como "9.9 Billion Woman"), donde dio vida a Yoon Hee-joo, hasta el final de la serie el 23 de enero del 2020.
En diciembre del mismo año se anunció que se había unido al elenco de la película Count, donde dio vida a la molesta pero afectuosa madre de Si Heon (Jin Seon-kyu).
En agosto del 2020 se anunció que se había unido al elenco de la película Apgujeong Report, donde interpreta a Mi-jung, quien dirige el negocio de la cirugía plástica con Dae-guk (Ma Dong-seok) y Ji-woo (Jung Kyung-ho).
El 31 de mayo de 2021 se unió al elenco principal de la serie Racket Boys, donde dio vida a Ra Yeong-ja, una entrenadora de la escuela secundaria que ocupa el puesto número 1 en la nación en bádminton.
En junio de 2022 se unió al elenco de la serie Alquimia de almas, donde interpreta a Kim Do-joo, el ama de llaves de la familia Jang, que ejerce una gran influencia en el hogar.

## Filmografía

### Series de televisión
| Año       | Título                                    | Rol                              | Red              | Notas                      | Ref.                 |
| --------- | ----------------------------------------- | -------------------------------- | ---------------- | -------------------------- | -------------------- |
| 2008      | My Sweet Seoul                            | Senior Jang                      |                  |                            |                      |
| 2010      | Pretty Mom, Pretty Woman                  | Oh Jung-hee                      |                  |                            |                      |
| 2010-11   | Queen of Reversals                        | Bong Hae-keum                    | MBC              |                            |                      |
| 2011      | Miss Ajumma                               | Kim Hyun-sook                    | SBS              |                            |                      |
| 2012      | Feast of the Gods                         | Oh Soo-jin                       | MBC              |                            |                      |
| 2013      | King of Ambition                          | jefa Yeom                        | SBS              |                            |                      |
| 2013–2014 | Give Love Away                            | Kim Ji-young                     | MBC              |                            |                      |
| 2014      | Yoo-na's Street                           | Park Yang-soon                   | JTBC             |                            |                      |
| 2015      | Hyde Jekyll, Me                           | Cha Jin-joo                      | SBS              |                            |                      |
| 2015      | Yong-pal                                  | enfermera de cuidados intensivos | SBS              |                            |                      |
| 2015-16   | Remember                                  | fiscal Chae Jin-kyung            | SBS              |                            |                      |
| 2016      | Please Come Back, Mister                  | Secretary Wang / X               | SBS              |                            |                      |
| 2016      | Flowers of the Prison                     | Hwang Gyo-ha                     | MBC              |                            |                      |
| 2017      | Chicago Typewriter                        | Secretaria Kang                  | tvN              |                            |                      |
| 2017      | Man to Man                                | Sharon Kim                       | JTBC             |                            |                      |
| 2017      | The Lady in Dignity                       | Ahn Jae-hee                      | JTBC             |                            |                      |
| 2017      | Drama Special – Buzz Cut's date           | Jae-hee                          | KBS              | Cameo                      |                      |
| 2017      | Drama Stage – Chief B and the Love Letter |                                  | tvN              |                            |                      |
| 2017-18   | Judge vs. Judge                           | Jueza Yoon                       | SBS              |                            |                      |
| 2018      | Mi señor                                  | Jung-hee                         | tvN              |                            |                      |
| 2018-19   | Sky Castle                                | Jin Jin-hee                      | JTBC             |                            | [ 14 ]               |
| 2019      | Welcome to Waikiki 2                      | Esposa del prestamista           | JTBC             | Cameo                      |                      |
| 2019-20   | Woman of 9.9 Billion                      | Yoon Hee-joo                     | KBS2TV           |                            | [ 15 ]               |
| 2020      | CHIP-IN                                   | Kim Ji-hye                       | MBC              |                            | [ 16 ]               |
| 2021      | Racket Boys                               | Ra Yeong-ja                      | SBS TV / Netflix |                            | [ 17 ]               |
| 2022      | Alquimia de almas                         | Kim Do-joo                       | tvN              |                            | [ 18 ] [ 19 ]        |
| 2022      | Detrás de cada estrella                   | Ella misma                       | tvN, Netflix     | Cameo                      | [ 20 ]               |
| 2023      | Nam-soon, una chica superfuerte           | Yoon-hee                         | JTBC             | Aparición especial, ep. 16 | [ 21 ]               |
| 2024      | Jerarquía                                 | Nueva directora de la escuela    | Netflix          | Aparición especial, ep. 7  |                      |
| 2025      | The Nice Guy                              | Park Seok-gyeong                 | JTBC             |                            | [ 22 ] [ 23 ] [ 24 ] |

### Cine
| Año  | Título                          | Rol                    | Notas | Ref.   |
| ---- | ------------------------------- | ---------------------- | ----- | ------ |
| 2010 | Finding Mr. Destiny             | Hyo-jeong              | Cameo | [ 25 ] |
| 2011 | The Last Blossom                |                        |       |        |
| 2012 | Dancing Queen                   | Ra-ri                  |       |        |
| 2013 | Marriage Blue                   | Seon-ok                |       |        |
| 2015 | Casa Amor: Exclusive for Ladies | esposa de Soo-beom     |       | [ 26 ] |
| 2016 | Misbehavior                     | profesora              |       |        |
| 2017 | Because I Love You              | esposa de Park Chan-il |       |        |
| 2020 | Count                           | Madre de Si Heon       |       |        |
| 2021 | Apgujeong Report                | Mi-jung                |       |        |
| 2021 | Perhaps Love                    | Mi Ae                  |       |        |

## Premios y nominaciones
| Año  | Premio                                   | Categoría                                                                | Papel               | Resultado | Ref.   |
| ---- | ---------------------------------------- | ------------------------------------------------------------------------ | ------------------- | --------- | ------ |
| 2006 | 12th Korea Musical Awards                | Mejor actriz                                                             | Finding Mr. Destiny | Ganadora  | [ 27 ] |
| 2007 | The Musical Awards                       | Premio a la popularidad (actriz)                                         | -                   | Ganadora  | [ 28 ] |
| 2007 | 13th Korea Musical Awards                | Premio a la popularidad                                                  | -                   | Ganadora  | [ 29 ] |
| 2012 | 48th Baeksang Arts Awards                | Mejor actriz revelación (cine)                                           | Dancing Queen       | Nominada  | [ 30 ] |
| 2012 | 48th Baeksang Arts Awards                | Actriz más popular (cine)                                                | Dancing Queen       | Nominada  |        |
| 2017 | 25th Korean Culture Entertainment Awards | Premio a la excelencia (actriz de cine)                                  | Because I Love You  | Ganadora  | [ 31 ] |
| 2019 | 55th Baeksang Arts Awards                | Mejor actriz de reparto (televisión)                                     | Mi señor            | Nominada  |        |
| 2019 | 14th Asia Model Awards                   | Premio Fashionista                                                       | -                   | Ganadora  | [ 32 ] |
| 2020 | MBC Drama Awards                         | Premio a la gran excelencia, Actriz en serie de lunes-martes / Miniserie | Chip In             | Nominada  |        |
| 2021 | 2021 SBS Drama Award                     | Excellence Award, Actress in a Miniseries Genre/Fantasy Drama            | Racket Boys         | Nominada  |        |
| 2021 | 2021 SBS Drama Award                     | Best Character Award, Actress                                            | Racket Boys         | Ganadora  | [ 33 ] |
| 2022 | 58th Baeksang Arts Award                 | Mejor actriz de reparto                                                  | Perhaps Love        | Pendiente | [ 34 ] |